# (21926) Jacobperry
(21926) Jacobperry (1999 VH54) – planetoida z pasa głównego asteroid okrążająca Słońce w ciągu 5,31 lat w średniej odległości 3,04 j.a. Odkryta 4 listopada 1999 roku.